# Scaphiodonichthys
Scaphiodonichthys är ett släkte av fiskar. Scaphiodonichthys ingår i familjen karpfiskar.
Kladogram enligt Catalogue of Life:
| Scaphiodonichthys | \| \| Scaphiodonichthys acanthopterus \| \| \| \| \| \| Scaphiodonichthys burmanicus \| \| \| \| \| \| Scaphiodonichthys macracanthus \| \| \| \| |
|                   | \| \| Scaphiodonichthys acanthopterus \| \| \| \| \| \| Scaphiodonichthys burmanicus \| \| \| \| \| \| Scaphiodonichthys macracanthus \| \| \| \| |
|                   | Scaphiodonichthys acanthopterus |
|                   | |
|                   | Scaphiodonichthys burmanicus |
|                   | |
|                   | Scaphiodonichthys macracanthus |
|                   | |